# Maco (Davao de Oro)
Pour les articles homonymes, voir Maco.
Maco est une localité de la province du Vallée de Compostela, aux Philippines. En 2015, elle compte 81 277 habitants.